# Batalla de las Cañas
Batalla de las Cañas o Combate de las Cañas fue un enfrentamiento armado librado el 25 de junio de 1863 en el marco de la Cruzada Libertadora de 1863 de Venancio Flores.

## Reseña
Los revolucionarios al mando del propio Flores derrotaron a los gubernistas del general Diego Eugenio Lamas, en el paraje de las cañas, en el departamento de Salto.

El General Diego Eugenio Lamas, en su parte original reconoció la derrota ante lo que llamó “el vandalaje desenfrenado que formaba un personal de 99 caballos y como cuarenta infantes”. Según Flores, el enemigo tuvo 100 muertos y 150 heridos perdiendo por su parte 30 hombres entre muertos y heridos. Medina tenía un ejército poderoso, pero siempre llegaba tarde y se le desertaba mucha gente.
En agosto Flores vuelve al sur, llegando a situarse a 3 leguas de Montevideo, con la alarma consiguiente. El Gobierno cerró entonces el diario “El Siglo” y deportó aun centenar de sospechosos, nombrando un Consejo de Guerra integrado con Ignacio Oribe y Brito del Pino.